# リューベック条約
リューベックの和約（ドイツ語：Lübecker Frieden）は、三十年戦争中の1629年5月22日にリューベックで締結された神聖ローマ皇帝とデンマークとの和平条約である。

## 背景
ホルシュタイン公かつニーダーザクセン・クライスの長として北ドイツで覇権を打ち立てようとしたデンマーク王クリスティアン4世は、自分の指揮下に軍隊の動員をおこなった。彼は領土獲得の野心の他に、プロテスタント諸侯を支援するという宗教上の関心も挙げていた。1625年春に必要とされた軍隊を保持して、たいした抵抗に遭うことなくザクセンへ進駐した。その1年後ようやくクリスティアンは特記すべき敵軍に遭遇した。ヴァレンシュタインである。彼は独自の手段で皇帝フェルディナント2世のために大軍を用立て、皇帝軍全軍の最高指揮権を獲得した。ヴァレンシュタインはティリー指揮下のカトリック同盟（リーガ）の軍隊と協力して、デンマーク軍を帝国北部から駆逐することに成功した。ヴァレンシュタインは1626年4月25日にデッサウの戦いで初戦を勝利で飾り、ティリーはクリスティアン4世の軍隊を1626年8月27日ルッターの戦いで破った。両軍はその後合流し、帝国北部を全て占領し、デンマークに迫った。デンマーク王クリスティアン4世は退却を強いられ、1628年に北ドイツ沿岸に対する攻撃によって敗北を防ごうと試みたが、最終的には1629年初頭に和平交渉を希望した。

## 条約内容
1629年5月22日にデンマーク王クリスティアン4世はリューベックの和約に調印した。和平条約は次の5点にまとめられる。
- デンマーク王はそれがホルシュタイン公および帝国侯爵としての彼に関わる限りにおいて帝国の問題に介入する。今後の紛争は交渉あるいは仲裁裁判官の助けによって平和的に調停される。
- 双方とも損害賠償をあきらめるとともに、帝国内の何人にもデンマーク王に対する請求権を申し立てることを許さない。同様にデンマーク王は帝国内の何人に対しても請求権を申し立てない。デンマーク王には賠償金なしで占領されたデンマーク領および彼にレーエンとして与えられていた北ドイツの公爵領および侯爵領を返還される。皇帝軍はここから即座に撤退する。
- 双方の捕虜は即座に解放される。
- スペイン王、ポーランド王、スペイン領ネーデルラント総督、オーストリア家全体、選帝侯、そのほかの帝国諸身分ならびにイングランド王、フランス王、スウェーデン王、ネーデルラント連邦共和国が和平の当事者となる。
- バルト海および北海の諸島はシュレスヴィヒ＝ホルシュタイン＝ゴットルプ侯爵領に返還され、軍隊はこの島々から撤退する。

## 結果
デンマーク王およびそれと結んだ帝国のプロテスタント諸侯に対する皇帝＝カトリック同盟連合軍の勝利は復旧令の根拠を生み出した。フェルディナント2世はこの勅令を1629年3月6日に発布し、プロテスタント諸侯の手に落ちていた帝国の世俗化されてしまった地域をふたたびカトリックの聖界諸侯へと返還するように指示した。